# Fußball-Weltmeisterschaft 1954/Türkei
Dieser Artikel behandelt die türkische Fußballnationalmannschaft bei der Fußball-Weltmeisterschaft 1954.

## Qualifikation
| Spanien | - | Türkei  | 4:1 | Venancio 13', Gaínza 48', González 49', Alsua 65' / Recep 31' |
| Türkei  | - | Spanien | 1:0 | Burhan 16'                                                    |

Mit einem Sieg für jede Mannschaft wurde ein Entscheidungsspiel anberaumt.
Entscheidungsspiel in Rom:
| Türkei | - | Spanien | 2:2 | Burhan 25', Suat 64' / Artetxe 11', Escudero 78' |

Die Türkei qualifizierte sich über das Losverfahren.

## Türkisches Aufgebot
| Nr.        | Name                   | Verein vor WM-Beginn | Geburtstag    | Spiele   |
| Torhüter   | Torhüter               | Torhüter             | Torhüter      | Torhüter |
| ---------- | ---------------------- | -------------------- | ------------- | -------- |
| 1          | Turgay Şeren           | Galatasaray Istanbul | 15. Mai 1932  | 11       |
| 12         | Şükrü Ersoy            | Fenerbahçe Istanbul  | 1. Dez. 1931  | 3        |
| Abwehr     |                        |                      |               |          |
| 2          | Rıdvan Bolatlı         | MKE Ankaragücü       | 2. Dez. 1928  | 2        |
| 3          | Basri Dirimlili        | Fenerbahçe Istanbul  | 7. Juni 1929  | 3        |
| 4          | Mustafa Ertan          | MKE Ankaragücü       | 21. Apr. 1926 | 4        |
| 13         | Bülent Eken            | Galatasaray Istanbul | 26. Jan. 1923 | 11       |
| 14         | Ali Beratlıgil         | Galatasaray Istanbul | 1. Jan. 1931  | 2        |
| 16         | Nedim Günar            | Fenerbahçe Istanbul  | 1. Jan. 1932  | 0        |
| 17         | Naci Erdem             | Fenerbahçe Istanbul  | 28. Jan. 1931 | 0        |
| 19         | Ahmet Berman           | Beşiktaş Istanbul    | 1. Jan. 1932  | 0        |
| Mittelfeld |                        |                      |               |          |
| 5          | Çetin Zeybek           | Kasımpaşa Istanbul   | 12. Sep. 1932 | 2        |
| 6          | Rober Eryol            | Galatasaray Istanbul | 21. Dez. 1930 | 5        |
| 8          | Suat Mamat             | Galatasaray Istanbul | 8. Nov. 1930  | 2        |
| 15         | Mehmet Dinçer          | Fenerbahçe Istanbul  | 1. Jan. 1924  | 0        |
| 18         | Akgün Kaçmaz           | Fenerbahçe Istanbul  | 4. Jan. 1935  | 1        |
| 21         | Kadri Aytaç            | Galatasaray Istanbul | 6. Aug. 1931  | 0        |
| Angriff    |                        |                      |               |          |
| 7          | Erol Keskin            | Adalet Istanbul      | 2. März 1927  | 1        |
| 9          | Feridun Buğeker        | Fenerbahçe Istanbul  | 5. Apr. 1933  | 3        |
| 10         | Burhan Sargın          | Fenerbahçe Istanbul  | 11. Feb. 1929 | 5        |
| 11         | Lefter Küçükandonyadis | Fenerbahçe Istanbul  | 29. Jan. 1926 | 3        |
| 20         | Necmi Onarıcı          | Adalet Istanbul      | 2. Nov. 1925  | 0        |
| 22         | Coşkun Taş             | MKE Ankaragücü       | 23. Apr. 1935 | 2        |
| Trainer    |                        |                      |               |          |
|            | Sandro Puppo           |                      | 28. Jan. 1918 |          |

## Spiele der türkischen Mannschaft

### Vorrunde
- Deutschland –  Türkei 4:1 (1:1)

Stadion: Wankdorfstadion (Bern)
Zuschauer: 39.000
Schiedsrichter: Vieira (Portugal)
Tore: 0:1 Suat (2.), 1:1 Schäfer (14.), 2:1 Klodt (52.), 3:1 O. Walter (60.), 4:1 Morlock (84.)
- Türkei –  Südkorea 7:0 (4:0)

Stadion: Stade des Charmilles (Genf)
Zuschauer: 3.000
Schiedsrichter: Marino (Uruguay)
Tore: 1:0 Suat (10.), 2:0 Lefter (24.), 3:0 Suat (30.), 4:0 Burhan (37.), 5:0 Burhan (64.), 6:0 Burhan (70.), 7:0 Erol (76.)

### Play-off
- Deutschland –  Türkei 7:2 (3:1)

Stadion: Hardturm (Zürich)
Zuschauer: 17.000
Schiedsrichter: Vincenti (Frankreich)
Tore: 1:0 O. Walter (7.), 2:0 Schäfer (12.), 2:1 Mustafa (21.), 3:1  Morlock (30.), 4:1 Morlock (60.), 5:1 F. Walter (62.), 6:1 Morlock (77.), 7:1 Schäfer (79.), 7:2 Lefter (82.)
In der Gruppe II starteten die favorisierten Ungarn mit einem 9:0-Kantersieg gegen den mutmaßlichen Punktelieferanten Südkorea. Deutschland hatte in seinem ersten Spiel die gesetzten Türken als Gegner. Obwohl die Herberger-Elf nach drei Minuten in Rückstand geriet, ließen sich die Akteure um Spielmacher Fritz Walter nicht von ihrem Weg abbringen. Schäfer glich bereits nach einer knappen Viertelstunde aus. Trotz eindeutiger Überlegenheit dauerte es bis zur 50. Minute, ehe Klodt das 2:1 besorgte. Danach stellten Ottmar Walter und Max Morlock noch das standesgemäße Endergebnis von 4:1 her. Gegen die Ungarn im Folgespiel stellte Sepp Herberger ein besseres Reserveteam auf und überraschte damit Freund, Feind und Fachleute. Gegen die furios zaubernden Magyaren gab es ein legendäres 3:8. Da die Türkei Südkorea 7:0 überfahren hatte, mussten die Deutschen ein zweites Mal gegen die Männer vom Bosporus antreten. Wieder mit der vermeintlich besten Aufstellung angetreten, wurde auch die zweite Auseinandersetzung zwischen den beiden Kontrahenten ein Siegeszug für die Deutschen. 7:2 hieß das eindeutige Endergebnis.